# Fingervattnet
Fingervattnet är en sjö i Strömsunds kommun i Jämtland och ingår i Ångermanälvens huvudavrinningsområde. Sjön har en area på 0,207 kvadratkilometer och ligger 277,3 meter över havet. Sjön avvattnas av vattendraget Gissmansvattenån.

## Delavrinningsområde
Fingervattnet ingår i det delavrinningsområde (712761-148070) som SMHI kallar för Utloppet av Fingervattnet. Medelhöjden är 302 meter över havet och ytan är 1,72 kvadratkilometer. Räknas de 7 avrinningsområdena uppströms in blir den ackumulerade arean 74,77 kvadratkilometer. Gissmansvattenån som avvattnar avrinningsområdet har biflödesordning 4, vilket innebär att vattnet flödar genom totalt 4 vattendrag innan det når havet efter 229 kilometer. Avrinningsområdet består mestadels av skog (87 procent). Avrinningsområdet har 0,21 kvadratkilometer vattenytor vilket ger det en sjöprocent på 12 procent.